# 医師国家試験

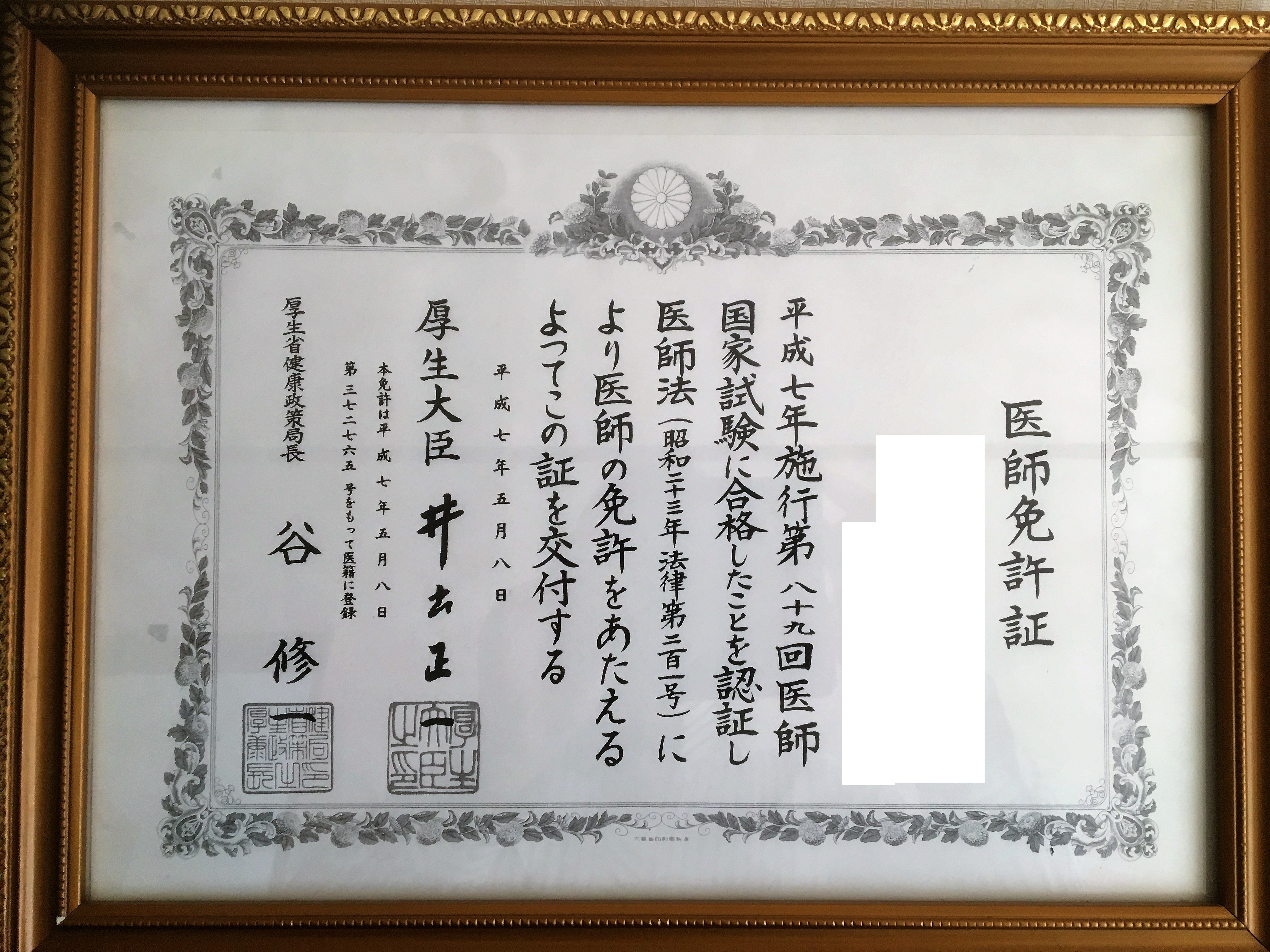
医師免許証（白黒コピー）

医師国家試験（いしこっかしけん）は、国家資格の一つである医師免許を取得するための国家試験。医師法第11、12条の規定に基づく受験資格を有する者を対象に、毎年2月中旬ごろに施行され、医師法第9 - 16条で規定する。医師免許は厚生労働大臣が個人に付与する免許だが、取消処分や不要となった場合は国に返納することができる。新規取得や登録（再交付）などの事務手続きは保健所が扱う。住所居所氏名などの管理は都道府県知事を経由して報告され、氏名・年齢・性別が公開される。
日本の国家試験では最難関レベルのひとつとされる。

## 概要
医術開業試験が廃止された1916年（大正5年）以降、日本の医師養成制度は「医科大学／医学専門学校の卒業者に無試験で医師免許を与える」と定む。
現行制度は、連合国軍最高司令官総司令部 (GHQ)の指導で1946年（昭和21年）に開始された。
医師国家試験は「医学の正規の課程（医学部医学科・6年制）を修めて卒業すること」が受験の必要条件で、合格率は例年90パーセント (％) 程度である。医学部医学科は、運営母体の公私を問わず入学試験の難易度や競争率が高く、医師国家試験（国試）の合格率が大学の評価に直結し、理学部や工学部などに比べて進級および卒業の要件は厳格である。
医学部入学後、最終学年の第6学年まで進級して卒業試験に合格して医学部を卒業する全課程が、受験必要である。国試合格の学力を有する者でも、必修問題（以下項目「合格基準」参照）の絶対基準を満たせず不合格（「必修落ち」）となる事例が少なくない。また心理的な影響も指摘されている。
医師免許は、医師臨床研修の必須要件であるが医学科の卒業要件ではない。進学や就職など卒業後の進路選択や個々人の判断で国試不受験の者も散見される。本庶佑はインターン修了後、大学院在学中に受験して合格した。
国試対策に特化した予備校やオンラインのサービスも多く、近年はカリキュラムの一部に国試予備校の授業や模擬試験を採用するなど、通常の講義とは別に国試対策を講じる医学部もあり、このようなフォローが合格率に影響しているとされる。医術開業試験時代も「前期3年、後期7年」と俗称されるなど難関の予備校が多かった。また予備校が正規の医学教育機関へ発展した東京慈恵会医科大学もある。
1980年代ごろに、医学部卒業者の能力を厚生省が再確認する必要性などからイギリスに倣い、卒業認定学外試験の導入を一時検討した。
医師国家試験は第一回から受験者が受験した回数、得点の分布、大学ごとの合格率など詳細なデータが集計されているが、他に難関とされる国家試験の合格率は何れも概数で、歯学部卒業が条件付く歯科医師国家試験65%、司法試験40%、一級建築士10%、技術士試験第二次試験10%、受験資格不問の公認会計士試験、不動産鑑定士試験、第一種電気主任技術者試験、ITストラテジスト試験などは10%とされ、受験者の出身校などを集計していない試験もある。
医師国家試験の合格者は国会議員政策担当秘書の資格試験を受けなくとも選考採用審査認定のみで資格が付与される。

## 沿革
- 1946年1月9日、医師実地修練制度に基づき、第一回医師国家試験が行われる[7]。
  - この年は春に第二回、秋に第三回が行われた[7]。
- 1968年3月、新研修制度導入に反対する学生らが前年から試験ボイコットを展開して受験者数は従前の試験の半分以下となり[8]、合格者数が減少する。対策として6月にも試験が行われ、第一回以来となる年3回の試験となった[9]。6月の合格者は医師免許登録日が9月になっている[9]。
- 1984年まで春・秋年二回行われていたが1985年から春の年一回となる。
- 1993年より出題科目指定がなくなり、出題科目を全科とした総合問題形式となる。
- 1997年から必修問題及び傾斜配点が採用される。禁忌肢導入[10]。
- 2001年より出題数が550問（のち530問）9ブロック（うち50問（のち30問）は試行問題）になり、試験日程が3日間となる。
- 2003年、禁忌肢にもともとの「患者の死亡や不可逆的な臓器の機能廃絶に直結する事項」に加え「極めて非倫理的な事項」が追加され禁忌肢の出題可能性範囲が拡大された[10]。
- 2004年までは毎年3月に行っていたが、2005年より臨床研修義務化に伴い2月に行われる。
- 2007年、試行問題がなくなり、出題数が500問、8ブロックの出題となる。
- 2008年、必修の基本的事項、医学総論、医学各論のそれぞれの領域について、一般問題と臨床実地問題（長文形式含む）が同一ブロック内で出題されるようになり、3領域×3ブロック＝9ブロックでの出題となる。
- 2009年、事前に予告されていた新出題形式（多選択肢問題・計算問題・正解数を指定しない問題）のうち、多選択肢問題及び計算問題が採用される。一方、正解数を指定しない問題については出題されず、今後も採用されない[11]。英語問題の出題開始。
- 2010年、芥川龍之介の小説「歯車」からの出題が104F17の問題で出題され、初めて病跡学的要素を含んだ出題となった[12]。
- 2012年、4年ぶりに改訂された新ガイドラインが厚生労働省から発表[13]。医師国試全体の目的として、新たに「臨床実習での学習成果を確認する」が追加[13]。
- 2015年、英語を取り入れた臨床問題が初出題[注釈 8]。
- 2018年、出題数が400問になり、試験日程が2日間に変更[14]。

## 受験資格
医師法第11、12条の規定に基づく。
- 学校教育法に基づく大学において、医学の正規の課程（医学部医学科・6年制）を修めて卒業した者。
- 防衛医科大学校卒業生（防衛省設置法第17条）。
- 医師国家試験予備試験に合格した者で、合格した後1年以上の診療及び公衆衛生に関する実地修練を経た者。
- 外国の医学校[注釈 9]を卒業し、又は外国で医師免許を得た者であって、上記の二つと同等以上の学力及び技能を有し、かつ、厚生労働大臣が適当と認定した者。
- 沖縄の復帰に伴う厚生省関係法令の適用の特別措置等に関する政令第17条第1項の規定により、沖縄復帰前に琉球政府の医師法（1955年立法第74号）の規定による医師免許を受けたものとみなされる者であって、厚生労働大臣が認定した者。

医師法に定めはないが、試験実施年の3月中までに大学の医学正規課程を卒業する見込の者も、厚生労働省の告示に基づき受験資格を得る。

## 試験内容

### 出題基準
厚生労働省より公示される試験内容は以下の通りのみ。
- 臨床上必要な医学及び公衆衛生に関して、医師として具有すべき知識及び技能。
- 試行問題を出題し、これは採点から除外する。2007年から試行問題は廃止。

試験内容は上記の基礎医学、臨床医学、社会医学などすべての医学関連科目が出題範囲である。科目試験ではなく総合問題で、記述式である。
それぞれの専門分野から選出された「医師国家試験委員」によって考案され出題される。4年に1度「医師国家試験出題基準」が出され、概ねそこに列挙された項目・疾患・症候等を基本として出題される。

### 試験構成
各回が下記の内容で構成された計400問の選択肢問題で、A - Fブロックに分けて2日間の日程で実施される。
- 必修の基本的事項・一般問題
- 必修の基本的事項・臨床実地問題（長文形式含む）
- 医学総論・一般問題
- 医学総論・臨床実地問題（長文形式含む）
- 医学各論・一般問題
- 医学各論・臨床実地問題

問題冊子は全ブロックで問題文と別冊に分けられ、別冊は問題文が参照する検査画像や写真、図などを含む。マークシートは記入欄が縦並びと横並びのパターンが存在する。
必修問題は主に医師としての常識や医学部の臨床実習の達成度を測ることを目的としている。基本的な内容の出題が総論・各論より多めであるが、各学生や各大学で臨床実習の内容は異なってしまうため、結局は試験対策が不可欠である。また必修問題は臨床現場での判断が問われるなど学生としての知識範囲を超えた問題が出題されるため、資格予備校では現役の医師を講師に招いた対策講座が行われている。
得点は必修問題では一般問題を1点、臨床実地問題を3点、各論・総論問題では全問を1点としてそれぞれ別に計算され、不適切問題の削除等の得点調整を経て、後述の合格基準をすべて満たした場合に合格となる。なお、各回の問題及びその正答例については、合格発表後の毎年4月頃に厚生労働省ホームページに掲載される。
最初の7回までは全て論述形式であった。

## 合格の基準と合格率

### 合格基準
以下をすべて満たした者を合格とする（一般問題・臨床実地問題の基準については合格発表時に掲示される）。
- 一般問題（総論＋各論）＋臨床実地問題（総論＋各論）：相対基準（得点率は例年70%台前半で推移）
- 必修問題（一般＋臨床実地）：8割（絶対基準）
- 禁忌肢の選択数：3問以下（絶対基準）

必修問題で採点除外などの調整がなされた場合は、採点対象の問題について8割以上の得点で合格となる。2006年から、採点対象外となった問題が不正解だった場合のみ当該問題を採点から除外すると変更され、受験者により必修問題の満点は異なる。禁忌肢の選択数は3問以下などに変更されることがある。117回は「2問以下」とされた。

### 合格率
1947年（昭和22年）1月9日に実施された第1回医師国家試験では、受験者268人に対して合格者は137人、合格率は51.1%であった。第1 - 100回の平均では84.2％で、近年は90％台後半で推移している。自治医科大学は第1期卒業生が受験した1978年から合格率上位を保っており2022年は全員が合格しているが、この要因として学生のモチベーションの高さが指摘されている。一方で学部入試の難易度が高いとされる東京大学理科三類や京都大学医学部は1割程度が不合格となっているが、これは厳しい受験による燃え尽き症候群や、難関大に合格したという過信による勉強不足、医師を志してはいないが難関という理由で受験したためモチベーションが低いなど、心理的な影響が指摘されている。特に東大医学部は5割以上は臨床医、約1割は研究医だが、その他は民間企業への就職や起業など医師とは異なる道へ進むことから「医師にならない人が一番多い医学部」とされ、2009年には約40名の学生がマッキンゼー・アンド・カンパニーの就職説明会に参加していたことが文科省の検討会で紹介されたという。東京大学理科三類では対策として医師の適性を判断するため、面接試験を復活させている。
初期には合格率100%の大学などもあったが、当時が少なかった医学部に医師を志す意欲の高い学生が集まったことや、医療が高度化した現代よりも難易度が高くなかった試験だったことが理由とされる。1970年代には一県一医大構想により医学部が増加したことや、高度経済成長期の終わりによる低迷の中でも高収入とされる医師に人気が集まり、「成績が良いから医師を目指す」という受験生か医学部に集中するようになったことや、難易度が変わらないまま論述式から選択式に完全に置き換わるなどの要因が重なり、全体の合格率は90%後半が続いた。このような状況は医師や世間からも易しすぎる試験と批判された。1973年に日本医師会の武見太郎会長は厚生大臣に対して、極端に合格率が高い医師国家試験の見直しなどを申し入れた。1970年代後半に見直しにより難易度が上昇したことで、一部の大学が試験対策を過度に重視した「国試予備校化」したとの批判もあった。逆に一部の私立大では学力の低い受験生を寄付金目当てに合格させる裏口入学を行い、当該大学別の合格率が極端に低下する問題も起きた。全体としても複数回受験者で40 - 50点台の増加や20点以下の者も確認され、受験回数の制限、学部で進路を変更する指導、医学部入学要件の厳格化などの対策が提案されていた。このような問題が影響し国や医師は医学部新設に否定的となり、医師不足が指摘されながら医学部を新設を2016年の東北医科薬科大学まで認めなかったとされる。
歯科医師国家試験も合格率が90%前後で安定し「確認試験」と揶揄される状況であったことから、2014年から見直しが行われている。
| 回           | 当該年         | 受験者数 | 合格者数 | 合格率 |
| ------------ | -------------- | -------- | -------- | ------ |
| 第2/3回      | 1947（昭和22） | 1,897    | 1,515    | 79.9%  |
| 第4/5回      | 1948（昭和23） | 2,947    | 1,768    | 60.0%  |
| 第6/7回      | 1949（昭和24） | 6,282    | 4,677    | 74.5%  |
| 第8/9回      | 1950（昭和25） | 7,906    | 7,097    | 89.8%  |
| 第10/11回    | 1951（昭和26） | 7,809    | 7,425    | 95.1%  |
| 第12/13回    | 1952（昭和27） | 5,765    | 5,248    | 91.0%  |
| 第14/15回    | 1953（昭和28） | 3,824    | 3,252    | 85.0%  |
| 第16/17回    | 1954（昭和29） | 3,513    | 3,112    | 88.6%  |
| 第18/19回    | 1955（昭和30） | 4,167    | 3,481    | 83.5%  |
| 第20/21回    | 1956（昭和31） | 3,987    | 3,459    | 86.8%  |
| 第22/23回    | 1957（昭和32） | 3,369    | 2,932    | 87.0%  |
| 第24/25回    | 1958（昭和33） | 3,621    | 3,043    | 84.0%  |
| 第26/27回    | 1959（昭和34） | 3,543    | 3,260    | 92.0%  |
| 第28/29回    | 1960（昭和35） | 3,352    | 3,218    | 96.0%  |
| 第30/31回    | 1961（昭和36） | 3,526    | 3,231    | 91.6%  |
| 第32/33回    | 1962（昭和37） | 3,359    | 3,108    | 92.5%  |
| 第34/35回    | 1963（昭和38） | 3,268    | 3,102    | 94.9%  |
| 第36/37回    | 1964（昭和39） | 3,210    | 3,127    | 97.4%  |
| 第38/39回    | 1965（昭和40） | 3,140    | 3,034    | 96.6%  |
| 第40/41回    | 1966（昭和41） | 3,175    | 3,078    | 96.9%  |
| 第42/43回    | 1967（昭和42） | 3,109    | 3,048    | 98.0%  |
| 第44/45/46回 | 1968（昭和43） | 6,686    | 6,544    | 97.9%  |
| 第47/48回    | 1969（昭和44） | 3,568    | 3,347    | 93.8%  |
| 第49/50回    | 1970（昭和45） | 3,875    | 3,741    | 96.5%  |
| 第51/52回    | 1971（昭和46） | 3,909    | 3,723    | 95.2%  |
| 第53/54回    | 1972（昭和47） | 4,441    | 3,963    | 89.2%  |
| 第55/56回    | 1973（昭和48） | 5,002    | 4,146    | 82.9%  |
| 第57/58回    | 1974（昭和49） | 5,418    | 4,076    | 75.2%  |
| 第59/60回    | 1975（昭和50） | 5,553    | 4,295    | 77.3%  |
| 第61/62回    | 1976（昭和51） | 6,174    | 4,643    | 75.2%  |
| 第63/64回    | 1977（昭和52） | 6,756    | 4,937    | 73.1%  |
| 第65/66回    | 1978（昭和53） | 7,593    | 5,562    | 73.3%  |
| 第67/68回    | 1979（昭和54） | 8,846    | 6,003    | 67.9%  |
| 第69/70回    | 1980（昭和55） | 9,905    | 7,087    | 71.5%  |
| 第71/72回    | 1981（昭和56） | 10,648   | 7,253    | 68.1%  |
| 第73/74回    | 1982（昭和57） | 11,207   | 7,497    | 66.9%  |
| 第75/76回    | 1983（昭和58） | 10,361   | 7,914    | 76.4%  |
| 第77/78回    | 1984（昭和59） | 10,822   | 8,449    | 78.1%  |
| 第79回       | 1985（昭和60） | 8,808    | 7,542    | 85.6%  |
| 第80回       | 1986（昭和61） | 9,507    | 7,951    | 83.6%  |
| 第81回       | 1987（昭和62） | 9,940    | 8,573    | 86.2%  |
| 第82回       | 1988（昭和63） | 9,672    | 7,854    | 81.2%  |
| 第83回       | 1989（平成元） | 10,037   | 8,829    | 88.0%  |
| 第84回       | 1990（平成2）  | 9,448    | 7,862    | 82.9%  |
| 第85回       | 1991（平成3）  | 9,812    | 8,256    | 84.1%  |
| 第86回       | 1992（平成4）  | 9,515    | 7,988    | 84.0%  |
| 第87回       | 1993（平成5）  | 9,664    | 8,698    | 90.0%  |
| 第88回       | 1994（平成6）  | 9,255    | 7,982    | 86.2%  |
| 第89回       | 1995（平成7）  | 9,218    | 7,930    | 86.0%  |
| 第90回       | 1996（平成8）  | 9,057    | 8,088    | 89.3%  |
| 第91回       | 1997（平成9）  | 8,898    | 7,843    | 88.1%  |
| 第92回       | 1998（平成10） | 8,716    | 7,806    | 89.6%  |
| 第93回       | 1999（平成11） | 8,692    | 7,309    | 84.1%  |
| 第94回       | 2000（平成12） | 8,934    | 7,065    | 79.1%  |
| 第95回       | 2001（平成13） | 9,266    | 8,374    | 90.4%  |
| 第96回       | 2002（平成14） | 8,719    | 7,881    | 90.4%  |
| 第97回       | 2003（平成15） | 8,551    | 7,721    | 90.3%  |
| 第98回       | 2004（平成16） | 8,439    | 7,457    | 88.4%  |
| 第99回       | 2005（平成17） | 8,495    | 7,568    | 89.1%  |
| 第100回      | 2006（平成18） | 8,602    | 7,742    | 90.0%  |
| 第101回      | 2007（平成19） | 8,573    | 7,535    | 87.9%  |
| 第102回      | 2008（平成20） | 8,535    | 7,733    | 90.6%  |
| 第103回      | 2009（平成21） | 8,428    | 7,668    | 91.0%  |
| 第104回      | 2010（平成22） | 8,447    | 7,538    | 89.2%  |
| 第105回      | 2011（平成23） | 8,611    | 7,686    | 89.3%  |
| 第106回      | 2012（平成24） | 8,521    | 7,688    | 90.2%  |
| 第107回      | 2013（平成25） | 8,569    | 7,696    | 89.8%  |
| 第108回      | 2014（平成26） | 8,632    | 7,820    | 90.6%  |
| 第109回      | 2015（平成27） | 9,057    | 8,258    | 91.2%  |
| 第110回      | 2016（平成28） | 9,434    | 8,630    | 91.5%  |
| 第111回      | 2017（平成29） | 9,618    | 8,533    | 88.7%  |
| 第112回      | 2018（平成30） | 10,010   | 9,024    | 90.1%  |
| 第113回      | 2019（平成31） | 10,146   | 9,029    | 89.0%  |
| 第114回      | 2020（令和2）  | 10,140   | 9,341    | 92.1%  |
| 第115回      | 2021（令和3）  | 9,910    | 9,058    | 91.4%  |
| 第116回      | 2022（令和4）  | 10,061   | 9,222    | 91.7%  |
| 第117回      | 2023（令和5）  | 10,586   | 9,432    | 91.6%  |
| 第118回      | 2024（令和6）  | 10,614   | 9,537    | 92.4%  |
| 第119回      | 2025（令和7）  | 10,282   | 9,486    | 92.3%  |

## 試験地
北海道、宮城県、東京都、新潟県、愛知県、石川県、大阪府、広島県、香川県、福岡県、熊本県、沖縄県の12都道府県で行われる。東京都には例年全受験者の3割以上の人数が集中するため、受験会場が2箇所設けられることが多い。